# He is we
He Is We是一个由Rachel Taylor和Trevor Kelly组成的塔科马的乐队.他们在Ted Brown音乐公司工作期间相识，Ted Brown音乐是他们家乡Tacoma的一家音乐商店。同时这家公司也是He is We梦开始的地方，但这二人不喜欢公司对自己音乐风格的定位。他们彼此都了解对方的才华，于是开始在一些小型的音乐会上表演。 这就使他们能被Universal Motown Records公司吸纳，进而使自己的音乐在电台播放。   他们的首张专辑My Forever在Billboard的Heatseekers Album榜单中获得了第六的成绩。

## 乐队成员
While Rachel和Trevor组成了He Is We，同时他们还有一支旅行乐队。 这支旅行乐队由鼓手Harrison Allen，吉他手Carman Kubanda，以及键盘手Aaron Campbell组成。

## 作品
- All About Us（2011年）
- My Forever（2010年）
- A Mess It Grows EP（2009）
- Old Demos（2009）